# Sowina (województwo wielkopolskie)
Sowina – wieś w Polsce położona w województwie wielkopolskim, w powiecie pleszewskim, w gminie Pleszew.
W latach 1975–1998 miejscowość położona była w województwie kaliskim.

## Historia
Sowina wymieniona została pośród innych polskich miejscowości w roku 1136 w tzw. Bulli gnieźnieńskiej jednym z najcenniejszych zabytków polskiej historiografii.

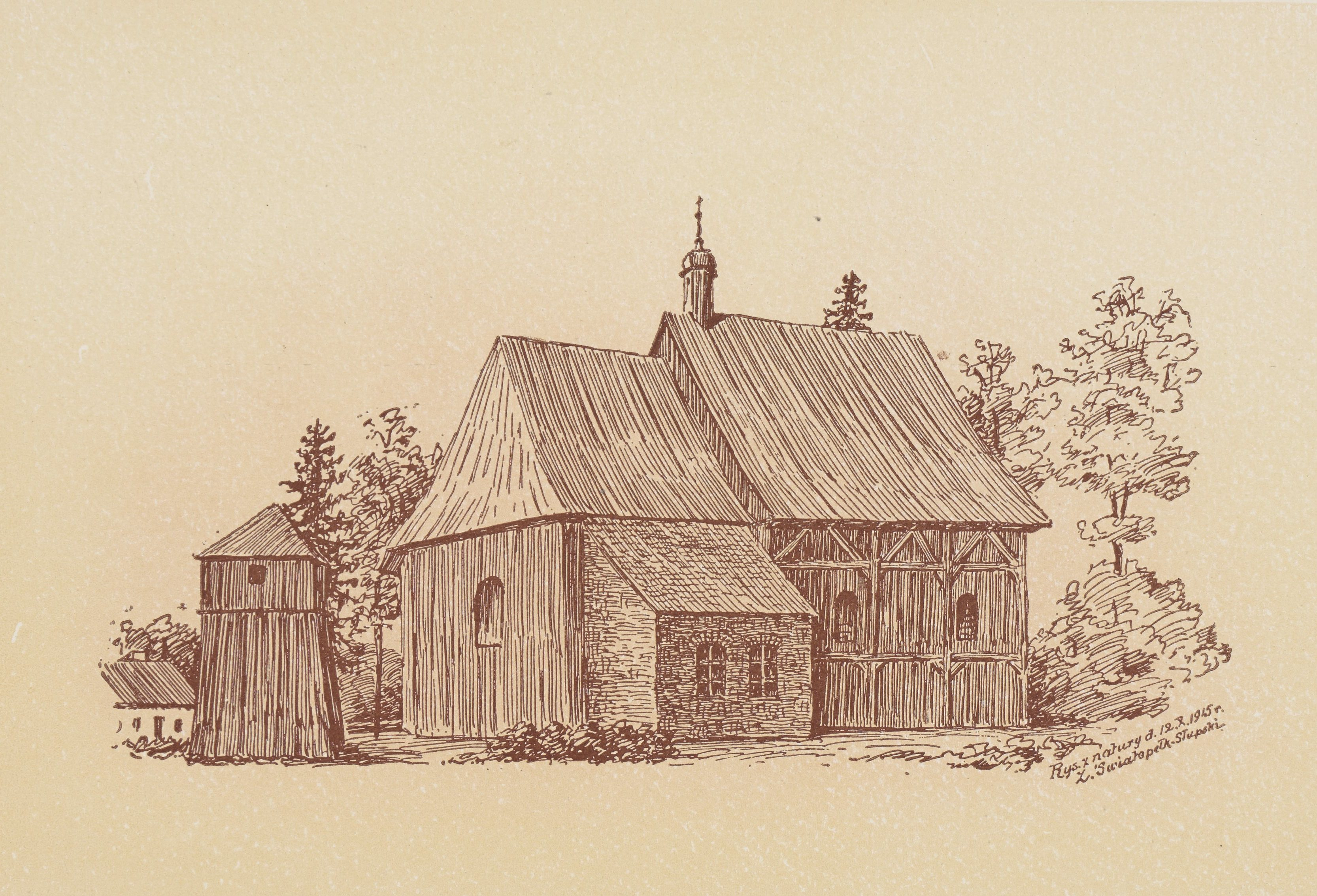
Widok kościoła przed 1917

Zobacz też: Sowina, Sowina Błotna